# Ambrosius Bosschaert

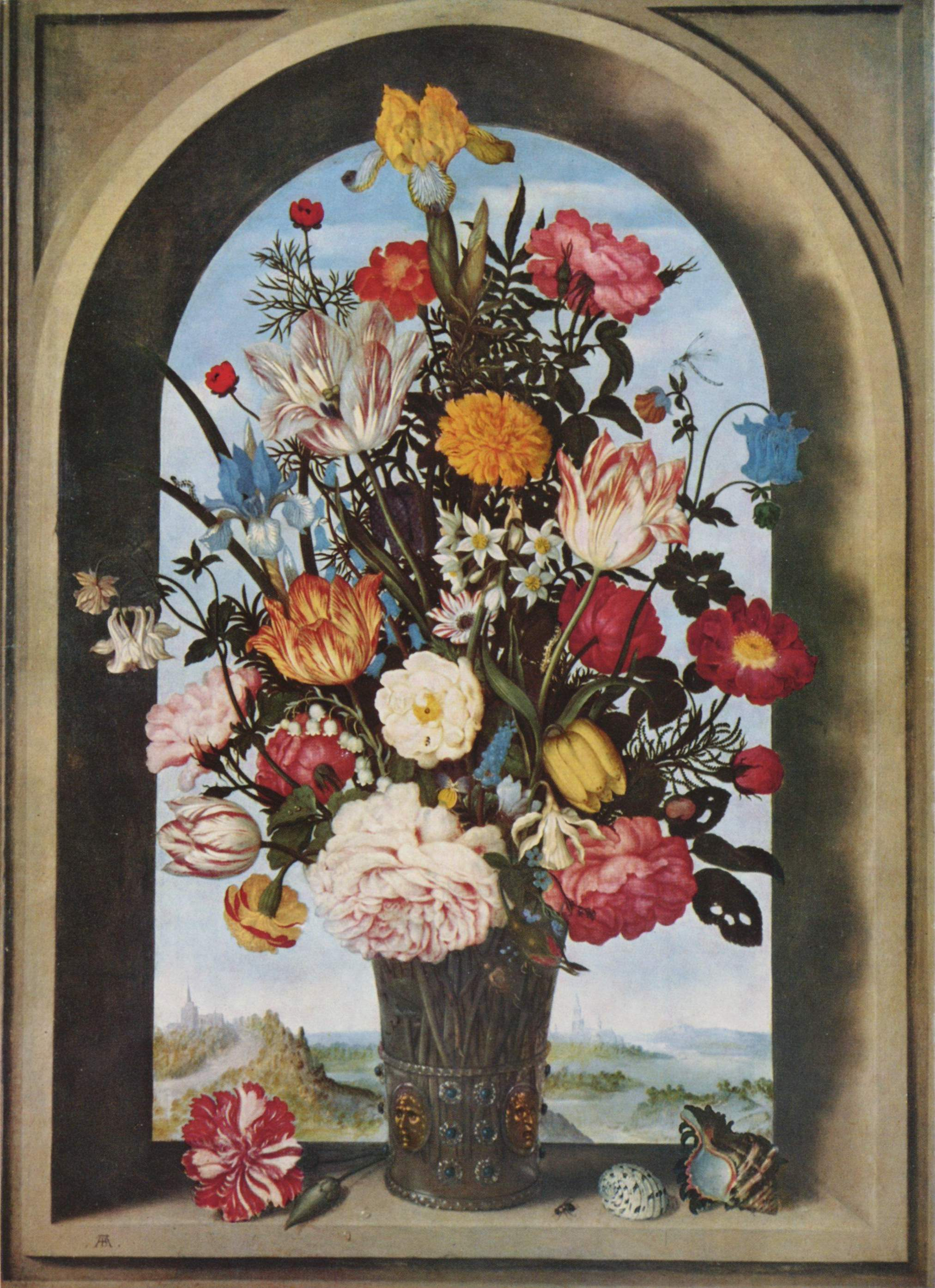
Vaso de Flores na Janela, c. 1618, Mauritshuis

Ambrosius Bosschaert, o Velho (18 de janeiro de 1573 - 1621) foi um pintor holandês de naturezas-mortas e negociante de arte nascido na Flandres. Ele é reconhecido como um dos primeiros pintores a criar naturezas-mortas florais como um gênero independente. Ele fundou uma dinastia de pintores que continuaram seu estilo de pintura floral e de frutas e transformou Midelburgo no principal centro de pintura de flores na República Holandesa.
Ele teve três filhos que se tornaram pintores de flores: Ambrosius Bosschaert II, Johannes Bosschaert e Abraham Bosschaert. Seu cunhado Balthasar van der Ast também viveu e trabalhou em seu ateliê e o acompanhou em suas viagens. Mais tarde, Bosschaert trabalhou em Amsterdã (1614), Bergen op Zoom (1615-1616), Utrecht (1616-1619) e Breda (1619).[1] Em 1619, quando se mudou para Utrecht, seu cunhado van der Ast entrou para a Guilda de São Lucas de Utrecht, onde o renomado pintor Abraham Bloemaert acabara de se tornar reitor. O pintor Roelandt Savery (1576-1639) entrou para a guilda de São Lucas em Utrecht mais ou menos na mesma época. Savery exerceu considerável influência sobre a dinastia Bosschaert.